# Nazionale femminile di rugby a 15 della Georgia
La nazionale femminile di rugby a 15 della Georgia (in georgiano საქართველოს ქალთა ეროვნული მორაგბეეფიშ ნაკრები?, Sakartvelos kalta erovnuli moragbeepish nak’rebi) è la selezione di rugby a 15 femminile che rappresenta la Georgia in ambito internazionale.
Attiva dal 2025, opera sotto la giurisdizione della Georgian Rugby Union; non ha ancora partecipato a manifestazioni ufficiali World Rugby o Rugby Europe ed è in attesa di assegnazione di piazzamento internazionale a seguito del suo esordio.
Il suo commissario tecnico è Jaba Malaghuradze e a maggio 2025 ha disputato solo due incontri, entrambi contro il Kazakistan.

## Storia
Tra i movimenti rugbistici femminili dell'area post-sovietica, quello georgiano è, in ordine di tempo, il più recente ad avere espresso una selezione a XV: sulle ceneri della disciolta nazionale femminile dell'URSS, infatti, nacquero quella del Kazakistan, esordiente nel 1993 e partecipante alla Coppa del Mondo 1994, quella della Russia che esordì in occasione della citata competizione, e l'Uzbekistan, esordiente nel 2008 ma a lungo inattiva.
Per quanto riguarda invece la Georgia, il movimento aveva dovuto affrontare a lungo il problema dello scarso numero di praticanti, ripiegando quindi sulla rappresentativa a VII: dodici delle quindici giocatrici titolari al debutto, infatti, provengono da esperienze internazionali nel circuito Seven.
L'esordio della nazionale a XV è avvenuto il 18 aprile 2025 a Kutaisi contro il Kazakistan, impostosi per 47-5.
L'unica meta georgiana è di Manoni Sagaradze, prima marcatrice della neonata nazionale.
Una settimana più tardi, nello stesso stadio, ancora il Kazakistan si è imposto 32-0 nel secondo test match.
A maggio 2025 la squadra non è ancora stata censita nella graduatoria World Rugby ed è quindi in attesa dell'assegnazione del ranking d'ingresso.